# Шушанеті
Шушанеті (груз. შუშანეთი) — село в Грузії.
За даними перепису населення 2014 року в селі проживає 146 осіб.